# Eupithecia diffidata
Eupithecia diffidata är en fjärilsart som beskrevs av Karl Dietze 1910. Eupithecia diffidata ingår i släktet Eupithecia och familjen mätare. Inga underarter finns listade i Catalogue of Life.